# Организације за заштиту ЛГБТ права
Ово је листа организација за заштиту ЛГБТ права широм света.

## Интернационалне организације
- Би социјална мрежа[2]
- Фондација Ал-Фатиха
- Међународна лезбијска, геј, бисексуална, транс и интерсекс асоцијација
- Међународна организација лезбијске, геј, бисексуалне, трансродне, квир и интерсекс омладине и студената
- Међународно удружење лезбијских, геј, бисексуалних, трансродних и интерсекс правника
- Међународна лезбијска информациона служба
- Међународна пруга за квир избеглице
- GATE (организација)
- Organisation Intersex International (OII)
- OutRight Action International
- Стоунвол (добротворна организација)
- Транс марш

## Африка

### Алжир
- Trans Homos DZ

### Јужна Африка
- Intersex Afrique du Sud

### Тунизија
- Shams

### Уганда
- Sexual Minorities Uganda

## Азија

### Кина
- Oii-Chinese
- DiversityUNNC

### Бангладеш
- Boys of Bangladesh

### Индија
- Humsafar Trust
- Naz Foundation (India) Trust
- Udaan Trust
- Orinam
- Queerala
- Sangama
- Good As You

## Аустралија и окенанија
- Intersex Peer Support Australia
- Australian Lesbian and Gay Archives
- Australian Marriage Equality
- Community Action Against Homophobia
- Transgender Victoria

### Нови Зеланд
- Intersex Trust Aotearoa New Zealand

## Европа

### Босна и Херцеговина
- Удружење Q
- Сарајевски отворени центар
- Удружење Оквир

### Бугарска
- BGO Gemini

### Италија
- Arcigay
- Cercle de la culture homosexuelle Mario Mieli

### Румунија
- Accept
- Be An Angel

### Северна Македонија
- ЛГБТ Јунајтед Тетово[3]

### Србија
- Лабрис
- Центар за квир студије
- Геј лезбејски инфо центар[4]
- Геј стрејт алијанса
- Удружење „Да се зна!”
- Гетен
- Група „Изађи”

### Француска
- Act Up
- Arcadie
- Association des Gays et Lesbiens Arméniens de France (en)
- Bi'Cause
- GayLib
- Homosexualités et Socialisme
- Inter-LGBT4,5
- SOS Homophobie
- Société souterraine de Mattachine, heure de Renascence France

### Хрватска
- Загреб прајд
- Транс Аид
- Лезбијска организација Ријека „ЛОРИ”
- Ле Збор
- Геј у обитељи

### Црна Гора
- Квир Монтенегро
- ЛГБТ Форум Прогрес[5]
- Удружење „Стана”[6]